# Psettina
Psettina es un género de pez de la familia Bothidae en el orden de los Pleuronectiformes.

## Especies
Las especies que componen este géneros son:
- Psettina brevirictis (Alcock, 1890)
- Psettina filimana S. Z. Li & H. M. Wang, 1982
- Psettina gigantea Amaoka, 1963
- Psettina hainanensis (H. W. Wu & S. F. Tang, 1935)
- Psettina iijimae (D. S. Jordan & Starks, 1904)
- Psettina multisquamea Fedorov & Foroshchuk, 1988
- Psettina profunda (M. C. W. Weber, 1913)
- Psettina senta Amaoka & Larson, 1999
- Psettina tosana Amaoka, 1963
- Psettina variegata (Fowler, 1934)